# Daniele Gaither
Daniele Gaither (Saint Paul, 20 dicembre 1970) è un'attrice statunitense.
È particolarmente nota per la sua appartenenza al cast ricorrente di comici nella serie comica di sketch MADtv.

## Filmografia

### Televisione
- MADtv, programma TV (1996, 2003-2006)

## Imitazioni
- Michelle Obama
- Marla Gibbs
- Maggie Q
- e molti altri personaggi